# 姐曲
姐曲，又譯杰曲，是怒江右岸的支流，發源於西藏自治區那曲地區比如縣西南部的念青唐古拉山北麓，河長151公里，流域面積5,930平方公里。姐曲流域較大的支流有七曲及靶曲。姐曲幹流向東流入邊壩縣，在沙丁鄉匯入怒江。